# Eleições estaduais no Rio Grande do Norte em 1945
As eleições estaduais no Rio Grande do Norte em 1945 ocorreram em 2 de dezembro sob a Lei Constitucional Número Nove, o Decreto-Lei n.º 7.586 e uma resolução editada  em 8 de setembro pelo Tribunal Superior Eleitoral, como parte das eleições gerais no Distrito Federal, 20 estados e no território federal do Acre. Foram eleitos dois senadores e sete deputados federais, enviados para a Assembleia Nacional Constituinte destinada a elaborar a Constituição de 1946 e assim restaurar o regime democrático após o Estado Novo.
Durante a Era Vargas houve pelo menos dez trocas de comando no governo potiguar e dentre os ocupantes do cargo o mais longevo foi o médico Rafael Fernandes Gurjão, eleito governador pela Assembleia Legislativa do Rio Grande do Norte em 1935 e depois mantido no cargo como interventor federal em meio ao golpe do Estado Novo e embora tenha caído antes do fim do regime, lançou as bases do futuro PSD enquanto os partidários de Juvenal Lamartine de Faria seguiram rumo à UDN. Como reflexo dessa polarização, cada partido fez um senador e ambos elegeram seis deputados federais, deixando uma vaga para o Partido Republicano Progressista (PRP) na pessoa de João Café Filho (que não deve ser confundido com o PRP de Plínio Salgado).
Jornalista nascido em Angicos, Georgino Avelino fundou em 1909, no Recife, o jornal A Pátria e no ano seguinte foi destacado para servir ao governo do território federal do Acre. Advogado formado pela Universidade Federal do Rio de Janeiro, foi cônsul brasileiro em Gênova e estreou na política em 1924 ao eleger-se deputado federal graças às ligações com o presidente Artur Bernardes. Afastado do cenário potiguar devido a Revolução de 1930, defendeu a Revolução Constitucionalista de 1932. Na cidade do Rio de Janeiro, serviu ao interventor Henrique Dodsworth, então prefeito do antigo Distrito Federal na vigência do Estado Novo, mas antes trabalhou no Rio Jornal, O Paiz, Gazeta de Notícias e Diário Carioca, além de ocupar a secretaria-geral da Universidade do Estado do Rio de Janeiro, então Universidade do Distrito Federal. Foi ainda tabelião e ocupou a presidência do Banco Industrial Brasileiro. Nomeado interventor federal no Rio Grande do Norte em agosto de 1945, caiu após dois meses no poder e em dezembro foi eleito senador via PSD.
Advogado formado na Universidade Federal de Pernambuco, Ferreira de Sousa exerceu sua profissão em Natal onde lecionou na Escola Técnica de Comércio e foi consultor da Delegacia Fiscal do Tesouro Nacional do Rio Grande do Norte antes de exercer semelhante função no Rio de Janeiro junto ao Ministério da Fazenda onde foi procurador-adjunto. Eleito deputado estadual em 1921 e 1924 e deputado federal em 1933 e 1934, foi professor da Universidade Federal do Rio de Janeiro e da Pontifícia Universidade Católica do Rio de Janeiro. Afastado da política durante o Estado Novo, integrou o conselho federal da Ordem dos Advogados do Brasil e o Instituto dos Advogados do Rio de Janeiro. Seu regresso à vida pública ocorreu em 1945, quando foi eleito senador pela UDN.

## Resultado da eleição para senador
Conforme o bando de dados do Tribunal Superior Eleitoral, foram apurados 204.331 votos nominais.
| Candidatos a senador da República | Candidatos a suplente de senador | Número | Coligação           | Votação | Percentual |
| --------------------------------- | -------------------------------- | ------ | ------------------- | ------- | ---------- |
| Georgino Avelino PSD              | Pedro Câmara PSD -               | -      | PSD (sem coligação) | 44.855  | 21,95%     |
| Ferreira de Sousa UDN             | João Oliveira UDN -              | -      | UDN (sem coligação) | 42.116  | 20,61%     |
| Fernandes Dantas PSD              | Não havia -                      | -      | PSD (sem coligação) | 41.543  | 20,33%     |
| Dinarte Mariz UDN                 | Não havia -                      | -      | UDN (sem coligação) | 41.389  | 20,26%     |
| Kerginaldo Cavalcanti PRP         | Não havia -                      | -      | PRP (sem coligação) | 15.276  | 7,48%      |
| Sérgio Marinho PRP                | Não havia -                      | -      | PRP (sem coligação) | 13.320  | 6,52%      |
| Luís Carlos Prestes PCB           | Não havia -                      | -      | PCB (sem coligação) | 3.030   | 1,48%      |
| Miguel Moreira PCB                | Não havia -                      | -      | PCB (sem coligação) | 2.802   | 1,37%      |
| Fontes:                           |                                  |        |                     |         |            |

## Deputados federais eleitos
São relacionados os candidatos eleitos com informações complementares da Câmara dos Deputados.

Representação eleita
  PSD: 4
  UDN: 2
  PRP: 1

Fonteː
| Deputados federais eleitos | Partido | Votação | Percentual | Cidade onde nasceu | Unidade federativa  |
| José Augusto               | UDN     | 14.348  |            | Caicó              | Rio Grande do Norte |
| João Café Filho            | PRP     | 11.239  |            | Natal              | Rio Grande do Norte |
| Dioclécio Duarte           | PSD     | 7.516   |            | Natal              | Rio Grande do Norte |
| José Augusto Varela        | PSD     | 7.268   |            | Ceará-Mirim        | Rio Grande do Norte |
| Walfredo Gurgel            | PSD     | 7.116   |            | Caicó              | Rio Grande do Norte |
| Mota Neto                  | PSD     | 6.994   |            | Mossoró            | Rio Grande do Norte |
| Aluízio Alves              | UDN     | 5.788   |            | Angicos            | Rio Grande do Norte |
| Fontes:                    |         |         |            |                    |                     |